# Gneu Sicini (pretor 172 aC)
Gneu Sicini (en llatí: Cnaeus Sicinius) va ser un magistrat romà del segle ii aC. Formava part de la gens Sicínia, una antiga gens romana d'origen plebeu.
Va seguir el cursus honorum i va arribar a pretor l'any 172 aC i va ser enviat a la Pulla com a designatus per combatre una plaga de llagostes que devastava aquell territori. Després en el repartiment de funcions entre els pretors va obtenir la jurisdicció peregrina. En esclatar la guerra contra Perseu de Macedònia al començament de l'any 171 aC el seu imperium va ser prorrogat i va tenir assignada la Macedònia com a província, on va restar fins a l'arribada del seu successor.